# Neoophora
I Neoofori (Neoophora) sono una sottoclasse di platelminti della classe Turbellaria; a differenza degli Arcoofori (Archoophora) essi possiedono nelle uova ectolecite, con una struttura chiamata "germario" che produce il germe (corredo genetico) e un "vitellario" che produce il lecite. Le uova prodotte sono molto numerose e di piccole dimensioni.
La monofilia dei neoofori non è accettata da tutta la comunità scientifica: studi molecolari hanno rilevato all'inizio del XXI secolo che l'ordine maggiormente basale, Lecithoepitheliata, è più vicino a Polycladida (un ordine di non-neoofori) che a Neoophora. Ciò implicherebbe che l'evoluzione delle uova ectolecite sia avvenuta due volte.
Il clade formato da tutti i neoofori, con esclusione dei Lecithoepitheliata, è generalmente chiamato Euneoophora.

## Tassonomia
La sottoclasse comprende i seguenti ordini:
- Lecithoepitheliata (Lecitoepiteliati)
- Prolecitophora  (Prolecitofori)
- Rhabdocoela (Rabdoceli)
- Seriata (Seriati)